# Lophospingus
Lophospingus is een geslacht van zangvogels uit de familie Thraupidae (tangaren).

## Soorten
Het geslacht kent de volgende soorten:
- Lophospingus griseocristatus  – Grijze kuifgors
- Lophospingus pusillus  – Boliviaanse kuifgors